# Nagasaribu V
Nagasaribu V is een bestuurslaag in het regentschap Humbang Hasundutan van de provincie Noord-Sumatra, Indonesië. Nagasaribu V telt 923 inwoners (volkstelling 2010).